# یکوو تاکاهارا
یکوو تاکاهارا (به انگلیسی: Ikuo Takahara) بازیکن فوتبال اهل ژاپن و عضو تیم ملی فوتبال ژاپن است که در تاریخ ۲۲ مارس ۱۹۸۰ میلادی اولین بازی ملی‌اش را انجام داد. او در ۴ بازی ملی حضور داشت و آخرین بازی ملی خود را در تاریخ ۲ آوریل ۱۹۸۰ میلادی انجام داد. یکوو تاکاهارا در بازی‌های ملی‌اش
۲ گل به ثمر رساند.